# 근정훈장
근정훈장(勤政勳章)은 공무원(군인 및 군무원을 제외) 및 사립학교의 교직원으로서 직무에 정려하여 공적이 뚜렷한 자에게 수여되는 훈장이다.
- 1등급 청조(靑條)   
- 2등급 황조(黃條)   
- 3등급 홍조(紅條)   
- 4등급 녹조(綠條)   
- 5등급 옥조(玉條)   

## 같이 보기
- 대한민국의 상훈